# Scaphosepalum
Scaphosepalum är ett släkte av orkidéer. Scaphosepalum ingår i familjen orkidéer.

## Bildgalleri

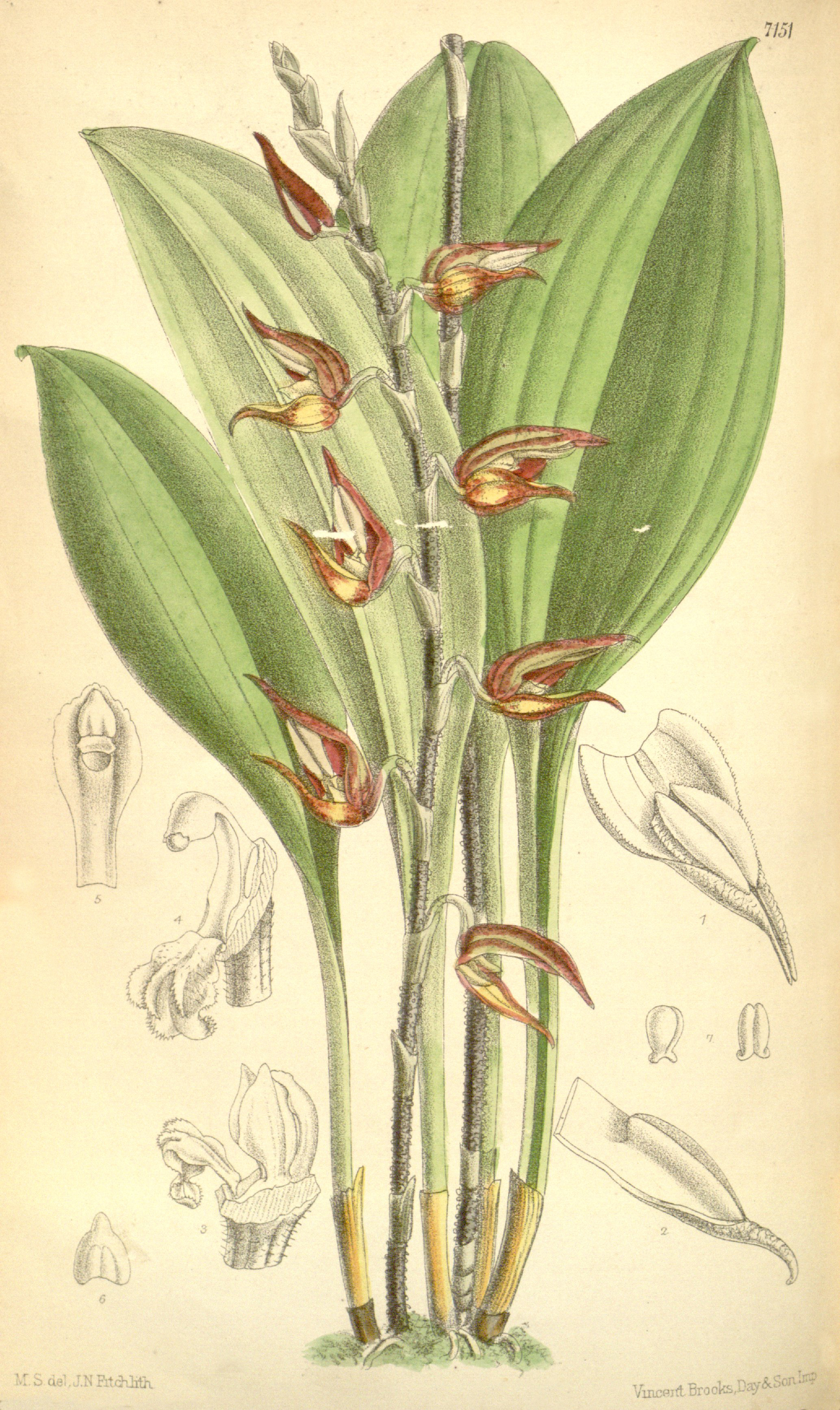

## Dottertaxa tillScaphosepalum, i alfabetisk ordning[1]
- Scaphosepalum anchoriferum
- Scaphosepalum andreettae
- Scaphosepalum antenniferum
- Scaphosepalum beluosum
- Scaphosepalum bicolor
- Scaphosepalum bicristatum
- Scaphosepalum breve
- Scaphosepalum cimex
- Scaphosepalum clavellatum
- Scaphosepalum cloesii
- Scaphosepalum dalstroemii
- Scaphosepalum decorum
- Scaphosepalum delhierroi
- Scaphosepalum digitale
- Scaphosepalum dodsonii
- Scaphosepalum fimbriatum
- Scaphosepalum gibberosum
- Scaphosepalum globosum
- Scaphosepalum grande
- Scaphosepalum hirtzii
- Scaphosepalum jostii
- Scaphosepalum lima
- Scaphosepalum macrodactylum
- Scaphosepalum manningii
- Scaphosepalum martineae
- Scaphosepalum medinae
- Scaphosepalum merinoi
- Scaphosepalum microdactylum
- Scaphosepalum odontochilum
- Scaphosepalum ophidion
- Scaphosepalum ovulare
- Scaphosepalum panduratum
- Scaphosepalum parviflorum
- Scaphosepalum pleurothallodes
- Scaphosepalum portillae
- Scaphosepalum pulvinare
- Scaphosepalum rapax
- Scaphosepalum redderianum
- Scaphosepalum reptans
- Scaphosepalum swertiifolium
- Scaphosepalum tiaratum
- Scaphosepalum triceratops
- Scaphosepalum ursinum
- Scaphosepalum verrucosum
- Scaphosepalum viviparum
- Scaphosepalum xystra